# Largo Luís de Camões
Der Largo Luís de Camões (dt.: „Platz Luís de Camões“) ist ein Platz in der Innenstadt des portugiesischen Seebades Figueira da Foz.
Sein südliches Ende ist begrenzt durch die Rua da República und befindet sich wie sie auf dem Gebiet, das 1784 dem Mondego-Fluss abgenommen wurde. Nördlich geht er nahtlos in den Platz Praça General Freira de Andrade über.
Am Vorabend des Gedenktages für den Nationaldichter Luís de Camões wurde der Platz am 9. Juni 1880 umgetauft und trägt seither seinen heutigen Namen. Zuvor hieß er, seit 1792, Praça do Comércio (dt.: „Platz des Handels“). Im Alltag wird er jedoch seit der Errichtung des Platzes Praça 8 de Maio und in Abgrenzung zu ihm häufig Praça Velha (dt.: „Alter Platz“) genannt.
Auf dem Platz steht seit 1928 ein von António Augusto Gonçalves gestaltetes Denkmal für die Gefallenen des Ersten Weltkrieges, der in Portugal A Grande Guerra (dt.: „Der große Krieg“) heißt, dank der portugiesischen Neutralität im Zweiten Weltkrieg. Davor wurde in den späten 1990er Jahren von einer Veteranenvereinigung ein Gedenkstein für die Gefallenen des Portugiesischen Kolonialkrieges aufgestellt.